# Danzaisha
 (octobre 2009).
Si vous disposez d'ouvrages ou d'articles de référence ou si vous connaissez des sites web de qualité traitant du thème abordé ici, merci de compléter l'article en donnant les références utiles à sa vérifiabilité et en les liant à la section « Notes et références ».
Danzaisha Tetragrammaton Labyrinth (断罪者〜Tetragrammaton Labyrinth〜, Danzaisha Tetragrammaton Labyrinth) est un manga en six tomes de Ei Ito. Les six tomes ont été publiés en France par Doki-Doki, mais la série n'est plus commercialisée.
Le manga raconte le combat d’Angela et de Margaret, nones faisant partie de l’organisation secrète Adam Kadmon.

## Synopsis
«Londres, XiXe siècle. Les avancées de la science et le recul de la foi ouvrent la porte aux esprits malins avides d'âmes humaines? Pour les pourfendre, Meg, une jeune sœurs experte en magie blanche, et Angela, une enfant immortelle aux étranges pouvoirs, prennent les armes. Derrières elles, une puissante organisation supervise la lutte contre les démons... Mais quel est son véritable objectifs? Quel est le lien mystérieux qui unit les deux jeunes filles? Et qui est réellement l'immortelle Angela ? Autant de question qui entraineront nos deux héroïnes dans un tumultueux périple dans l'espace et le temps, à la rencontre d'esprits que vous reconnaitrez surement!»

## Les principaux personnages
Angela
Jeune fille très étrange à la chevelure argentée. On lui a volé son âme et la jeune fille ne vit que pour la récupérer et ainsi mourir en tant qu'humain. Celle-ci s'estime plus démon qu'être humain. Très attachée à Meg (alias Margaret), elle se bat à la perfection contre les esprits malins. Sa quête est de retrouver l'homme qui lui a volé son âme : Gilles De Raie.
Margaret Cross
Jeune fille responsable et raisonnable (en dehors des combats), elle aime materner Angela. Elle est assassinée petite fille mais son père, fou de tristesse et de colère, passe un pacte avec un démon afin de la ramener à la vie, lui donnant son cœur. Il finit par être possédé et tué, la protection – et le démon – restant dans son cœur pour protéger sa fille après sa mort.
Hisame
Japonaise en quête de trois objets magiques. Elle contrôle un démon pouvant entraîner ses victimes dans une autre dimension. Bien qu’égoïste, elle rejoindra les héroïnes dans leur mission.
Inspecteur Edward Wise
Ses projets de vie ont été anéantis par un monstre s’étant emparé de sa future femme. Depuis, il a juré de détruire les chefs de ces démons à tout prix.
Gilles de Rais
Chevalier maléfique, ayant commis un massacre quelques siècles plus tôt, Angela était censée être sa dernière victime. Son objectif est de ramener son aimée à la vie, avec l'aide des âmes des enfants (y compris celle d'Angela), Jeanne d'Arc.
Trude Kurtz
Aînée des filles de l’alchimiste (haut gradé d’Adam Kadmon récemment décédé), elle a conservé le savoir de son père et repris sa place. Elle garde son calme quoi qu’elle fasse.
Gertrud Kurtz
Fillette timide, ses bras et ses jambes sont des prothèses lui permettant d'affronter les démons.

## Manga
| no | Japonais         | Japonais          | Français        | Français      |
| no | Date de sortie   | ISBN              | Date de sortie  | ISBN          |
| --- | ---------------- | ----------------- | --------------- | ------------- |
| 1 | 24 juin 2005     | 4-8470-3507-0     | 9 janvier 2008  | 9782350784298 |
| Liste des chapitres : - Crime 0 : Introduction - Crime 1 : Le roi immortel et le pays des dieux - Crime 2 : Les fleurs et l'ange (Partie 1) - Crime 3 : Les fleurs et l'ange (Partie 2) - Crime 4 : Le démon et la prière pourpre (Partie 1) - Crime 5 : Le démon et la prière pourpre (Partie 2) - Crime 6 : L'ange endormi et la pierre morte (Partie 1) |                  |                   |                 |               |
| 2 | 24 décembre 2005 | 4-8470-3531-3     | 9 avril 2008    | 9782350785004 |
| 3 | 24 juin 2006     | 4-8470-3550-X     | 9 juillet 2008  | 9782350785165 |
| 4 | 15 décembre 2006 | 4-8470-3588-7     | 5 novembre 2008 | 9782350785530 |
| 5 | 25 juin 2007     | 978-4-8470-3602-6 | 11 février 2009 | 9782350785936 |
| 6 | 25 décembre 2007 | 978-4-8470-3621-7 | 17 juin 2009    | 9782350786735 |